# Correbarri
El Correbarri és una prova d'atletisme i de caràcter popular que se celebra anualment durant el mes d'octubre a Barcelona. Té la particularitat que, a banda de participar-hi individualment com a esportistes aficionats, hi competeixen els 10 districtes barcelonins. La prova té una meta de 10 quilòmetres i està organitzada pel Club Natació Atlètic Barceloneta i Gaudium Sports, amb la col·laboració de l'Ajuntament de Barcelona i del Port de Barcelona.
Des de la seva creació en 2012, la cursa té sortida i arribada a la Plaça del Mar, al davant de l'edifici del Club Natació Atlètic Barceloneta. Cada districte es converteix en un equip i duu una samarreta de color diferent, fet pel qual cada corredor s'ha d'apuntar a un districte concret. Per a la classificació final per equips, es té en compte l'ordre d'arribada dels 35 primers corredors i de les 15 primeres corredores de cada districte, que estableixen quina és la divisió administrativa més ràpida de la ciutat. El districte guanyador és obsequiat amb un trofeu «orellut» i engalanat amb les cintes del color del districte. La copa pot ser exhibida durant l'any següent a la seu del districte guanyador. Per ser propietari definitiu del trofeu cal guanyar la carrera del Correbarri en tres edicions consecutives o cinc alternes.
Atès el seu caràcter popular i de proximitat, es considera un model de vehicularització del discurs de pertinença, orgull i cohesió social al teixit veïnal dels barris, en una trama i context de vida urbans en què hi ha pocs referents que combinin el companyonatge i la pràctica esportiva. Les dinàmiques d'entrenament i suport associatiu prèvies i posteriors a la carrera a partir d'activitats quotidianes, creen alhora un esperit festiu i de competitivitat esportiva que reforcen lligams i sentit de comunitat més enllà del simple exercici físic d'una cursa estàndard.